# Autobusowe Konsorcjum Lubelskie
Autobusowe Konsorcjum Lubelskie (AKL) – konsorcjum przedsiębiorstw transportowych działających w ramach komunikacji miejskiej w Lublinie. W jego skład wchodzi 7 przewoźników: Syl-Trans, Bero, Piotr Niećko, Piotr Gorzel, Edgab, Marko i Motyl. Od 1 lipca 2010 AKL obsługiwało 12 linii Zarządu Transportu Miejskiego w Lublinie. 
W latach 2009–2018 konsorcjum działało jako spółka z ograniczoną odpowiedzialnością, postawiona w stan likwidacji pod koniec grudnia 2018 r.